# Epinannolene bicornis
Epinannolene bicornis är en mångfotingart som beskrevs av Henri W. Brölemann 1905. Epinannolene bicornis ingår i släktet Epinannolene och familjen Epinannolenidae. Inga underarter finns listade i Catalogue of Life.